# Река Плотникова
Река Плотникова — река на полуострове Камчатка в России. Протекает по территории Елизовского и Усть-Большерецкого районов Камчатского края. Длина реки — около 134 км. Площадь водосборного бассейна — 4450 км².
Берёт начало из озера Начикинского на высоте 348 нум, впадает в реку Большую в 58 км от её устья по левому берегу.
В долине реки расположено несколько населённых пунктов — посёлки Начики, Сокоч, Дальний и село Апача.

## Данные водного реестра
По данным государственного водного реестра России и геоинформационной системы водохозяйственного районирования территории РФ, подготовленной Федеральным агентством водных ресурсов:
- Бассейновый округ — Анадыро-Колымский
- Речной бассейн — Реки Камчатки бассейна Охотского моря (до Пенжины)
- Речной подбассейн — отсутствует
- Водохозяйственный участок — Бассейны рек Охотского моря полуострова Камчатка южнее южной границы бассейна реки Тигиль
- Код водного объекта — 19080000212120000026235